# Ia io
Ia io é uma espécie de morcego da família Vespertilionidae. Pode ser encontrada na Índia, Nepal, Mianmar, Tailândia, Laos, Vietnã e China.